# 坎維爾鎮區 (堪薩斯州尼歐肖縣)
坎維爾鎮區（英語：Canville Township）是位於美國堪薩斯州尼歐肖縣的一個行政鎮區。

## 地方資料
坎維爾鎮區的面積為123.08平方千米，當中陸地面積為122.69平方千米，而水域面積為0.39平方千米。根據2010年美國人口普查的數據，當地共有人口479人，而人口密度為每平方千米3.89人。

## 外部連結
- US-Counties.com
- City-Data.com （页面存档备份，存于）